# 浜田美咲
浜田 美咲（はまだ みさき、1983年3月29日 - ）は、日本のボート（ローイング）選手。旧姓は熊倉。埼玉県桶川市出身、現在は埼玉県戸田市在住。埼玉県立浦和第一女子高等学校、早稲田大学卒業後、現在戸田中央総合病院ローイングクラブ所属。愛称は旧姓からくまちゃん、はまちゃん。また愛称からクマのマークを用いることも多い。

## 経歴
中学時代は競泳（バタフライ）の選手として国体にも出場。埼玉県立浦和第一女子高等学校に進学後ボートを始め、1浪後に早稲田大学人間科学部スポーツ科学科（現・早稲田大学スポーツ科学部）に入学。以降は日本のトップ選手として活躍中。2002年には、全日本大学ボート選手権において、女子シングルスカルで優勝を果たした。2007年には全日本選手権において女子シングルスカル初優勝。
2008年オリンピックアジア予選にて優勝し、岩本亜希子（アイリスオーヤマ）とともに北京オリンピックへの出場権を獲得した。
2016年結婚・出産を経てボート競技に復帰、全日本選手権に出場するも惜しくも決勝進出を逃した。